# Língua turkana
Turkana é a língua do povo de mesmo nome do Quênia. É falado no noroeste do país, principalmente no Condado de Turkana, que fica a oeste do lago Turkana. É uma das línguas nilóticas orientais e está intimamente relacionada com as línguas karamojong, jie e ateso de Uganda, e toposa falada no extremo sudeste do Sudão do Sul e para nyangatom no Sudão do Sul e no Vale de Omona na fronteira com a Etiópia; essas línguas juntas formam o conjunto das línguas ateker.

## Escrita
A língua Turkana usa o alfabeto latino sem as letras F, G, Q, V, Z. Usam-se as formas Ng e Ny.

## Vocabulário
| Português | Turkana singular | Turkana plural |
| --------- | ---------------- | -------------- |
| face      | ereet            | ngiReetin      |
| corpo     | akwaan           | ngaWat         |
| roupas    | eworu            | ngiWorui       |
| comido    | akimuj           | ngaMuja        |
| tabaco    | etaba            | ngiTab         |
| bode      | akine            | ngaKinei       |
| gado      | aite             | ngaAtuk        |
| asno      | esikiria         | ngiSikiria     |
| camelo    | ekaal            | ngiKaala       |
| água      | ngakipi          | ngaKipi        |

## Amostra de texto
Kolong eringa ngakwapin nyesubakina, ayei Akiroit, arukito Akiroit ngina ka Akuj, nabo arai Akiroit ngina Akuj. Arukito Akiroit ka Akuj napei kolong anakisiakinet. Asubi Akuj ibore daang anikeng, emam ibore tani ipei ni asubio emam ngesi.
Português
No princípio era o Verbo, e o Verbo estava com Deus, e o Verbo era Deus. O mesmo foi no princípio com Deus. Todas as coisas foram feitas por ele, e sem ele nada do que foi feito se fez.